# Meroncidius glabratus
Meroncidius glabratus är en insektsart som först beskrevs av Hermann Burmeister 1838.  Meroncidius glabratus ingår i släktet Meroncidius och familjen vårtbitare. Inga underarter finns listade i Catalogue of Life.